# Międzygatunkowi recenzenci
Międzygatunkowi recenzenci (jap. 異種族レビュアーズ Ishuzoku rebyuāzu) – manga napisana przez Amaharę i zilustrowana przez mashę, publikowana w magazynie internetowym „Dragon Dragon Age” od sierpnia 2016. Na jej podstawie studio Passione wyprodukowało serial anime, który emitowano od stycznia do marca 2020.
W Polsce mangę wydaje Studio JG.

## Fabuła
W świecie fantasy, w którym występuje wiele różnych gatunków humanoidów, a prostytucja jest legalna, istnieją domy publiczne z różnymi gatunkami tak zwanych sukkuzan (jap. サキュ嬢 sakyu-jō), które mają w sobie krew sukkuba. Ze względu na to, że różne gatunki mają inne opinie na temat tego, jak każda z sukkuzan wykonuje swój fach, dwójka poszukiwaczy przygód, człowiek Sunk oraz elf Zel, stała się recenzentami, którzy opisują swoje doświadczenia z różnymi sukkuzanami i zamieszczają je w lokalnej tawernie.

## Bohaterowie
- Stunk (jap. スタンク Sutanku)

Seiyū: Junji Majima 
- Zel (jap. ゼル Zeru)

Seiyū: Yūsuke Kobayashi 
- Crimvael (jap. クリムヴェール Kurimuvēru)

Seiyū: Miyu Tomita 
- Meidri (jap. メイドリー Meidorī)

Seiyū: M.A.O 
- Mitsue (jap. ミツエ)

Seiyū: Kyō Yaoya 
- Kanchal (jap. カンチャル Kancharu)

Seiyū: Kaede Yuasa 
- Bruise (jap. ブルーズ Burūzu)

Seiyū: Kenji Hamada 
- Narugami (jap. ナルガミ)

Seiyū: Kengo Kawanishi 
- Samturn (jap. サムターン Samutān)

Seiyū: Yūki Inoue 
- Lulu (jap. ルルゥ Rurū)

Seiyū: Ayaka Nanase 
- Delivel (jap. デリベル Deriberu)

Seiyū: Yōji Ueda 
- Demia Duodectet (jap. デミア・デュオデクテット Demia Duodekutetto)

Seiyū: Hibiku Yamamura 
- Elma (jap. エルマ Eruma)

Seiyū: Momoyo Koyama 
- Mii (jap. みー Mī)

Seiyū: Karin Isobe 
- Okpa (jap. オクパ Okupa)

Seiyū: Mari Hino 
- Eldry (jap. エルドリー Erudorī)

Seiyū: Rei Matsuzaki 
- Aloe (jap. アロエ Aroe)

Seiyū: Yōko Hikasa 
- Milky (jap. ミルキー Mirukī)

Seiyū: Yuri Katō 
- Ginny (jap. ギニー Ginī)

Seiyū: Yuka Nukui 
- Elza (jap. エルザ Eruza)

Seiyū: Makoto Koichi 
- Piltia (jap. ピルティア Pirutia)

Seiyū: Shiori Izawa 
- Roana (jap. ローナ Rōna)

Seiyū: Takako Tanaka 
- Tiaplate (jap. ティアプレート Tiapurēto)

Seiyū: Natsumi Takamori 
- Incubus (jap. インキュバス Inkyubasu)

Seiyū: Ryōta Ōsaka 
- Spirette (jap. スピレット Supiretto)

Seiyū: Juri Nagatsuma 

## Manga
Pierwszy rozdział ukazał się 7 lipca 2016 jako one-shot w magazynie „Gekkan Dragon Age” wydawnictwa Fujimi Shobō. Kolejne rozdziały publikowane są od 19 sierpnia tego samego roku w magazynie internetowym „Dragon Dragon Age” powiązanym z serwisem Nico Nico Seiga. Pierwszy tankōbon został wydany 8 września 2017 nakładem wydawnictwa Kadokawa, natomiast według stanu na 7 czerwca 2024, do tej pory ukazało się 10 tomów. W Polsce prawa do dystrybucji nabyło Studio JG.
Amahara narysował wcześniej podobną serię dla dorosłych, zatytułowaną Ishufūzoku kurosu rebyū (jap. 異種風俗クロスレビュー), która publikowana jest w serwisie Pixiv od września 2014.
| Nr | Język japoński   | Język japoński         | Język polski         | Język polski           |
| Nr | Data wydania     | ISBN                   | Data wydania         | ISBN                   |
| -- | ---------------- | ---------------------- | -------------------- | ---------------------- |
| 1  | 8 września 2017  | ISBN 978-4-04-072434-8 | 16 czerwca 2023      | ISBN 978-83-8257-131-8 |
| 2  | 7 grudnia 2018   | ISBN 978-4-04-072970-1 | 5 października 2023  | ISBN 978-83-8257-274-2 |
| 3  | 9 lipca 2019     | ISBN 978-4-04-073257-2 | 29 marca 2024        | ISBN 978-83-8257-372-5 |
| 4  | 9 stycznia 2020  | ISBN 978-4-04-073460-6 | 7 czerwca 2024       | ISBN 978-83-8257-449-4 |
| 5  | 9 września 2020  | ISBN 978-4-04-073793-5 | 18 października 2024 | ISBN 978-83-8257-551-4 |
| 6  | 8 maja 2021      | ISBN 978-4-04-074099-7 | 24 lutego 2025       | ISBN 978-83-8257-604-7 |
| 7  | 9 grudnia 2021   | ISBN 978-4-04-074382-0 | —                    |                        |
| 8  | 8 listopada 2022 | ISBN 978-4-04-074755-2 | —                    |                        |
| 9  | 9 sierpnia 2023  | ISBN 978-4-04-075074-3 | —                    |                        |
| 10 | 7 czerwca 2024   | ISBN 978-4-04-075470-3 | —                    |                        |

Pierwszy tom antologii ilustrowanej przez różnych artystów, zatytułowanej Ishuzoku Reviewers Comic Anthology: Darkness (jap. 異種族レビュアーズコミックアンソロジー 〜ダークネス〜), ukazał się 9 stycznia 2020. Według stanu na 9 lutego 2022, do tej pory wydano 2 tomy.
| Nr | Data wydania (język japoński) | ISBN (język japoński)  |
| -- | ----------------------------- | ---------------------- |
| 1  | 9 stycznia 2020               | ISBN 978-4-04-073461-3 |
| 2  | 9 lutego 2021                 | ISBN 978-4-04-073977-9 |

## Light novel
Light novel zatytułowana Ishuzoku Reviewers: Ecstacy Days została wydana 7 grudnia 2018 nakładem wydawnictwa Kadokawa. Została napisana przez Tetsu Habarę i zilustrowana przez W18. Sequel, Ishuzoku Reviewers: Marionette Crisis, ukazał się 9 stycznia 2020.
| Nr | Data wydania (język japoński) | ISBN (język japoński)  |
| -- | ----------------------------- | ---------------------- |
| 1  | 7 grudnia 2018                | ISBN 978-4-04-073008-0 |
| 2  | 9 stycznia 2020               | ISBN 978-4-04-073453-8 |

## Anime
28 czerwca 2019 wydawnictwo Kadokawa ogłosiło, że manga otrzyma adaptację w formie telewizyjnego serialu anime wyprodukowanego przez studio Passione. 12-odcinkowa seria została wyreżyserowana przez Yukiego Ogawę, scenariusz napisał Kazuyuki Fudeyasu, postacie zaprojektował Makoto Uno, a muzykę skomponowała Kotone Uchihigashi. Motywem otwierającym jest „Ikōze Paradise” (jap. イこうぜ☆パラダイス), końcowym zaś „Hanabira ondo” (jap. ハナビラ音頭). Oba utwory zostały wykonane przez Junjiego Majimę, Yūsuke Kobayashiego i Miyu Tomitę.